# Autostrada A17 (Belgia)

Autostrada A17 - autostrada w Belgii, o długości 62 km. Stanowi część trasy europejskiej E403. 